# Juan Verzosa
Juan de Verzosa y Ponce de León (Zaragoza, 24 o 25 de febrero de 1523.  - Roma, 1574), diplomático, humanista, helenista y poeta español en latín.

## Biografía
Juan de Verzosa nació en Zaragoza. Sus padres fueron Bernardo Verzosa y Ana Ponce de León. Es muy posible que su madre muriera en el parto. Destacó muy pronto en sus estudios y con solo dieciséis años dio a conocer su Encomium martyrii, poema latino de trescientos versos en honor de san Pedro Arbués. Con esa misma edad marchó a París para ampliar estudios. Según testimonia Luis de Torres, para ayudar al esfuerzo económico de su padre dio ya entonces clases de lengua griega en la capital francesa. 
Al estallar la guerra hispanofrancesa de 1542 se trasladó a Lovaina. Allí también dio clases de griego e incluso publicó, en las prensas de Rutgero Rescio, en 1544, un De prosodiis liber absolutissimus... in gratiam linguae Graecae studiosorum aeditus, obra pensada para sus alumnos de Lengua Griega. No obstante, no se conserva registro de su docencia en el Trilingüe lovaniense, lo que induce a pensar en una docencia en las academias que vivían a la sombra de la universidad brabanzona. Allí también trabó una cierta amistad con otros humanistas, como el portugués Damián de Goes y el italiano Jerónimo Faleto, así como con otros españoles residentes allí, el humanista discípulo de Juan Luis Vives Hernán o Fernando Ruiz de Villegas y el noble Juan de Rojas Sarmiento. 
En 1546, a causa de sus conocimientos de idiomas, fue requerido para actuar como secretario en la Dieta de Ratisbona. A continuación pasó a ser secretario de Diego Hurtado de Mendoza (embajador imperial en el Concilio de Trento entre el 20 de febrero de 1545 y el 3 de diciembre de 1546; embajador imperial en Roma a partir del 11 de abril de 1547; y a la vez gobernador de Siena a partir del 22 de agosto del mismo año). Verzosa permaneció con Hurtado de Mendoza, entre Roma y Siena, hasta 1552, año en que los imperiales perdieron Siena en manos de los franceses. Se culpó de ello en la corte a Hurtado de Mendoza, que cayó en desgracia y abandonó sus cargos. Verzosa permaneció en Roma, al servicio de la embajada, muy probablemente hasta el mismo año de 1554. En este año Felipe II marchó a Inglaterra para casarse con María Tudor y Verzosa fue puesto al servicio de Gonzalo Pérez (padre del famoso Antonio Pérez y secretario por entonces del príncipe Felipe) y marchó con la corte española a Inglaterra. En los años siguientes acompañó a la corte (que residió principalmente en Bruselas), sirviendo a Gonzalo Pérez, y realizando los viajes que le encargaban, al menos uno de ellos a Roma (en 1555, coincidiendo con la muerte del papa Marcelo II y la elección de Paulo IV).
En este tiempo ya Verzosa se había fraguado fama de latinista y escritor. En 1555, el humanista holandés Hadrianus Junius le dio a corregir su Commentarium sobre Horacio y, por recomendación del aragonés, lo dedicó a Gonzalo Pérez. Junius también dedica a Verzosa su otro Comentario al libro III de la Eneida.
Cuando Carlos V abdica en 1556 en su hijo Felipe los reinos hispanos, Gonzalo Pérez pasa a ser el nuevo secretario de estado. Y Verzosa continuó a su servicio. Él mismo nos da una noticia preciosa de sus tareas en esa secretaría, cuando nos cuenta que fue él personalmente quien escribió la carta por la que Felipe II prohibía al Duque de Alba saquear Roma (1557).
En 1559 se suceden dos fallecimientos especiales: el 28 de julio de 1559 murió Juan de Figueroa, embajador español en Roma; y el 18 de agosto, estando vacante el cargo de embajador, murió el propio papa Paulo IV. Inmediatamente fue enviado a Roma como nuevo embajador Francisco de Vargas (que estaba pensado para la embajada de Viena), y se puso a su servicio a Verzosa como experto en cuestiones romanas. Una vez finalizado el largo cónclave de cuatro meses que eligió a Pío IV, Verzosa permaneció en la Urbe al servicio de Vargas.
Felipe II quiso erigir en Roma un Archivo de la Embajada Hispana en el que se registraran todo tipo de documentos y libros que afectaran a los intereses de sus estados y a las relaciones con la Santa Sede. El Archivo fue erigido finalmente en 1562, y por recomendación de Vargas al Rey, Verzosa fue nombrado su primer director. El cargo de Verzosa conllevaba la selección de libros y documentos para enviar a la corte hispana y a la Biblioteca de El Escorial, así como la redacción de una crónica histórica de los sucesos más importantes que ocurrieran cada año. Verzosa redactó esa crónica en forma de Anales históricos a imitación de la obra de Tácito. El archivero era a la vez un "agente" del Rey español en Roma, desempeñando tareas de auténtico espía, que le llevaron a tensas relaciones con la administración pontificia. Su libro de Epistulae versificadas (Palermo, 1575) es en gran parte un retrato de aquella ciudad y de sus gentes. Finalmente Verzosa falleció el 24 de febrero de 1574, teniendo 51 años, más algunos meses y días. El hecho de no haberse grabado en la lápida sepulcral el número exacto de meses y días es la causa de la indeterminación de la fecha de nacimiento citada al principio de este artículo.

## Obra
Entre los poemas de Verzosa descuellan, ante todo, su Charina sive amores, colección de epigramas de juventud (Ámsterdam, 1781) y sus cuatro libros de Epistulae versificadas (Palermo, 1575), dirigidas a una larga lista de destinatarios, entre ellos el historiador Jerónimo Zurita, también aragonés. Escribió también en hexámetros un Encomium en honor de su paisano San Pedro de Arbués (Zaragoza, 1623) y un Epinicium carmen por la victoria de Lepanto. También una Historia de Felipe II. Verzosa es, por méritos propios, uno de los poetas latinos mejor conocidos fuera de España.